# 1. Fußball- und Sportverein Mainz 05 2006-2007
Questa voce raccoglie le informazioni riguardanti il 1. Fußball- und Sportverein Mainz 05 nelle competizioni ufficiali della stagione 2006-2007.

## Stagione
Nella stagione 2006-2007 il Magonza, allenato da Jürgen Klopp, concluse il campionato di Bundesliga al 16º posto. In Coppa di Germania il Magonza fu eliminato ai Primo turno dal Saarbrücken.

## Rosa
| N. |                               | Ruolo | Calciatore         |
| -- | ----------------------------- | ----- | ------------------ |
| 1  | Germania (bandiera)           | P     | Dimo Wache         |
| 2  | Corea del Sud (bandiera)      | D     | Cha Du-ri          |
| 4  | Macedonia del Nord (bandiera) | D     | Nikolče Noveski    |
| 5  | Germania (bandiera)           | D     | Christian Demirtas |
| 6  | Ghana (bandiera)              | C     | Otto Addo          |
| 7  | Germania (bandiera)           | C     | Markus Feulner     |
| 8  | Germania (bandiera)           | C     | Fabian Gerber      |
| 9  | Germania (bandiera)           | C     | Mimoun Azaouagh    |
| 10 | Germania (bandiera)           | D     | Manuel Friedrich   |
| 11 | Rep. Ceca (bandiera)          | A     | Petr Ruman         |
| 13 | Montenegro (bandiera)         | C     | Milorad Peković    |
| 14 | Ungheria (bandiera)           | A     | Imre Szabics       |
| 15 | Danimarca (bandiera)          | C     | Leon Andreasen     |
| 16 | Germania (bandiera)           | D     | Stefan Markolf     |
| 17 | Germania (bandiera)           | D     | Marco Rose         |

| N. |                                 | Ruolo | Calciatore        |
| -- | ------------------------------- | ----- | ----------------- |
| 18 | Romania (bandiera)              | A     | Marius Niculae    |
| 19 | Colombia (bandiera)             | C     | Elkin Soto        |
| 20 | Serbia (bandiera)               | A     | Ranisav Jovanović |
| 22 | Algeria (bandiera)              | C     | Chadli Amri       |
| 23 | Germania (bandiera)             | P     | Jonas Sela        |
| 24 | Germania (bandiera)             | D     | Benjamin Weigelt  |
| 25 | Egitto (bandiera)               | A     | Mohamed Zidan     |
| 26 | Germania (bandiera)             | D     | Ralph Gunesch     |
| 29 | Germania (bandiera)             | P     | Christian Wetklo  |
| 30 | Germania (bandiera)             | P     | Daniel Ischdonat  |
| 33 | Bosnia ed Erzegovina (bandiera) | C     | Damir Vrančić     |
| 34 | Bosnia ed Erzegovina (bandiera) | C     | Mario Vrančić     |
| 35 | Germania (bandiera)             | C     | Fatmir Pupalovic  |
| 41 | Germania (bandiera)             | D     | Neven Subotić     |

## Organigramma societario
Area tecnica
- Allenatore: Jürgen Klopp
- Allenatore in seconda: Željko Buvač
- Preparatore dei portieri: Stephan Kuhnert
- Preparatori atletici: Axel Busenkell, Christopher Rohrbeck

## Calciomercato

### Sessione estiva
| Acquisti | Acquisti          | Acquisti              | Acquisti |
| R.       | Nome              | da                    | Modalità |
| -------- | ----------------- | --------------------- | -------- |
| A        | Edu               | Bochum                |          |
| C        | Chadli Amri       | Saarbrücken           |          |
| C        | Mimoun Azaouagh   | Schalke 04            |          |
| D        | Cha Du-ri         | Eintracht Francoforte |          |
| A        | Bakary Diakité    | Wehen Wiesbaden       |          |
| C        | Markus Feulner    | Colonia               |          |
| D        | Ralph Gunesch     | St. Pauli             |          |
| P        | Daniel Ischdonat  | Eintracht Treviri     |          |
| A        | Ranisav Jovanović | Rot Weiss Ahlen       |          |
| D        | Neven Subotić     | South Florida Bulls   |          |
| A        | Imre Szabics      | Colonia               |          |
| A        | Claudius Weber    | Wehen Wiesbaden       |          |

| Cessioni | Cessioni         | Cessioni               | Cessioni |
| R.       | Nome             | da                     | Modalità |
| -------- | ---------------- | ---------------------- | -------- |
| A        | Claudius Weber   | Lubecca                |          |
| A        | Michael Thurk    | Eintracht Francoforte  |          |
| D        | Mathias Abel     | Schalke 04             |          |
| C        | Antônio da Silva | Stoccarda              |          |
| A        | Benjamin Auer    | Bochum                 |          |
| A        | Tobias Damm      | Magonza II             |          |
| C        | Tom Geißler      | Erzgebirge Aue         |          |
| C        | Dennis Weiland   | Eintracht Braunschweig |          |
| A        | Mohamed Zidan    | Werder Brema           |          |

### Sessione invernale
| Acquisti | Acquisti       | Acquisti       | Acquisti |
| R.       | Nome           | da             | Modalità |
| -------- | -------------- | -------------- | -------- |
| C        | Elkin Soto     | Barcellona     |          |
| C        | Leon Andreasen | Werder Brema   |          |
| A        | Marius Niculae | Standard Liegi |          |

| Cessioni | Cessioni        | Cessioni        | Cessioni |
| R.       | Nome            | da              | Modalità |
| -------- | --------------- | --------------- | -------- |
| A        | Edu             | Suwon Bluewings |          |
| A        | Bakary Diakité  | Coblenza        |          |
| C        | Christof Babatz | Coblenza        |          |

## Risultati

### Bundesliga

#### Girone di andata
| Arbitro: | Weiner |

|                              |           |            |
| Damm 29’ Azaouagh 71’ (rig.) | Marcatori | 86’ Zdebel |

| Arbitro: | Brych |

|             |           |         |
| Amedick 76’ | Marcatori | 77’ Edu |

| Arbitro: | Meyer |

|               |           |                |
| Jovanović 84’ | Marcatori | 25’ Amanatidīs |

| Arbitro: | Rafati |

|                       |           |  |
| Radu 49’ Munteanu 60’ | Marcatori |  |

| Arbitro: | Kircher |

|             |           |             |
| Diakité 49’ | Marcatori | 56’ Boateng |

| Arbitro: | Seemann |

|           |           |            |
| Polák 24’ | Marcatori | 85’ Babatz |

| Arbitro: | Gräfe |

|          |           |                                  |
| Rose 29’ | Marcatori | 34’ Stehle 38’ Rösler 78’ Ebbers |

| Arbitro: | Stark |

|                |           |  |
| Westermann 73’ | Marcatori |  |

| Arbitro: | Kinhöfer |

|              |           |                                                  |
| Azaouagh 74’ | Marcatori | 14’, 21’ Klose 20’, 75’ Hunt 80’ Naldo 89’ Diego |

| Arbitro: | Weiner |

|              |           |             |
| Barbarez 45’ | Marcatori | 28’ Szabics |

| Arbitro: | Gagelmann |

|            |           |                               |
| Szabics 7’ | Marcatori | 4’ (rig.) Hanke 84’ Lamprecht |

| Arbitro: | Perl |

|                                    |           |  |
| Kurányi 13’, 32’ Altıntop 23’, 67’ | Marcatori |  |

| Magonza 18 novembre 2006, ore 15:30 CET 13ª giornata | Magonza   | 0 – 0 referto | Amburgo | Stadion am Bruchweg (20 300 spett.)\| Arbitro: \| Fleischer \| |
| Arbitro:                                             | Fleischer |               |         |                                                                |

| Arbitro: | Fandel |

|               |           |  |
| Hashemian 75’ | Marcatori |  |

| Magonza 1º dicembre 2006, ore 20:30 CET 15ª giornata | Magonza | 0 – 0 referto | Stoccarda | Stadion am Bruchweg (20 300 spett.)\| Arbitro: \| Rafati \| |
| Arbitro:                                             | Rafati  |               |           |                                                             |

| Arbitro: | Schmidt |

|                     |           |               |
| Demirtas 17’ (aut.) | Marcatori | 89’ Jovanović |

| Arbitro: | Kircher |

|  |           |                                                            |
|  | Marcatori | 31’ Salihamidžić 45’ Makaay 64’ Pizarro 66’ Schweinsteiger |

#### Girone di ritorno
| Arbitro: | Meyer |

|  |           |          |
|  | Marcatori | 38’ Rose |

| Arbitro: | Fleischer |

|                      |           |  |
| Andreasen 61’ (rig.) | Marcatori |  |

| Francoforte sul Meno 3 febbraio 2007, ore 15:30 CET 20ª giornata | Eintracht Francoforte | 0 – 0 referto | Magonza | Commerzbank-Arena (51 300 spett.)\| Arbitro: \| Brych \| |
| Arbitro:                                                         | Brych                 |               |         |                                                          |

| Arbitro: | Perl |

|                                         |           |          |
| Andreasen 7’ Zidan 22’, 39’ (rig.), 60’ | Marcatori | 20’ Radu |

| Arbitro: | Sippel |

|            |           |                                |
| Dárdai 22’ | Marcatori | 54’ (rig.) Zidan 64’ Andreasen |

| Arbitro: | Gagelmann |

|                |           |            |
| Zidan 20’, 27’ | Marcatori | 64’ Saenko |

| Arbitro: | Weiner |

|                              |           |           |
| Schlaudraff 47’ Ibišević 49’ | Marcatori | 14’ Zidan |

| Arbitro: | Fleischer |

|                      |           |  |
| Andreasen 51’ (rig.) | Marcatori |  |

| Arbitro: | Kinhöfer |

|                       |           |  |
| Vranješ 60’ Diego 90’ | Marcatori |  |

| Arbitro: | Sippel |

|           |           |                                 |
| Zidan 75’ | Marcatori | 42’, 45’ Barbarez 52’ Schneider |

| Arbitro: | Kempter |

|                                |           |                       |
| Klimowicz 41’ Paraíba 80’, 87’ | Marcatori | 21’ (rig.), 79’ Zidan |

| Arbitro: | Weiner |

|  |           |                                     |
|  | Marcatori | 10’ Kurányi 34’ Asamoah 71’ Lincoln |

| Arbitro: | Fandel |

|                               |           |                      |
| Sorín 23’ (rig.) Guerrero 83’ | Marcatori | 12’ Zidan 59’ Gerber |

| Arbitro: | Perl |

|           |           |                         |
| Zidan 81’ | Marcatori | 26’ Bruggink 50’ Jankov |

| Arbitro: | Gräfe |

|                       |           |  |
| Meira 26’ Hilbert 64’ | Marcatori |  |

| Arbitro: | Kinhöfer |

|                                        |           |  |
| Zidan 32’ (rig.) Ruman 45’ Feulner 72’ | Marcatori |  |

| Arbitro: | Rafati |

|                                                           |           |                      |
| Cruz 30’ Scholl 33’ van Bommel 38’ Karimi 63’ Pizarro 74’ | Marcatori | 55’ Amri 75’ Feulner |

### Coppa di Germania
| Arbitro: | Perl |

|             |           |  |
| Haffner 41’ | Marcatori |  |

## Statistiche

### Statistiche di squadra
| Competizione      | Punti | In casa | In casa | In casa | In casa | In casa | In casa | In trasferta | In trasferta | In trasferta | In trasferta | In trasferta | In trasferta | Totale | Totale | Totale | Totale | Totale | Totale | DR  |
| Competizione      | Punti | G       | V       | N       | P       | Gf      | Gs      | G            | V            | N            | P            | Gf           | Gs           | G      | V      | N      | P      | Gf     | Gs     | DR  |
| ----------------- | ----- | ------- | ------- | ------- | ------- | ------- | ------- | ------------ | ------------ | ------------ | ------------ | ------------ | ------------ | ------ | ------ | ------ | ------ | ------ | ------ | --- |
| Bundesliga        | 34    | 17      | 6       | 4       | 7       | 20      | 28      | 17           | 2            | 6            | 9            | 14           | 29           | 34     | 8      | 10     | 16     | 34     | 57     | -23 |
| Coppa di Germania | -     | 0       | 0       | 0       | 0       | 0       | 0       | 1            | 0            | 0            | 1            | 0            | 1            | 1      | 0      | 0      | 1      | 0      | 1      | -1  |
| Totale            | 34    | 17      | 6       | 4       | 7       | 20      | 28      | 18           | 2            | 6            | 10           | 14           | 30           | 35     | 8      | 10     | 17     | 34     | 58     | -24 |

### Andamento in campionato
| Giornata  | 1 | 2 | 3 | 4  | 5  | 6  | 7  | 8  | 9  | 10 | 11 | 12 | 13 | 14 | 15 | 16 | 17 | 18 | 19 | 20 | 21 | 22 | 23 | 24 | 25 | 26 | 27 | 28 | 29 | 30 | 31 | 32 | 33 | 34 |
| --------- | - | - | - | -- | -- | -- | -- | -- | -- | -- | -- | -- | -- | -- | -- | -- | -- | -- | -- | -- | -- | -- | -- | -- | -- | -- | -- | -- | -- | -- | -- | -- | -- | -- |
| Luogo     | C | T | C | T  | C  | T  | C  | T  | C  | T  | C  | T  | C  | T  | C  | T  | C  | T  | C  | T  | C  | T  | C  | T  | C  | T  | C  | T  | C  | T  | C  | T  | C  | T  |
| Risultato | V | N | N | P  | N  | N  | P  | P  | P  | N  | P  | P  | N  | P  | N  | N  | P  | V  | V  | N  | V  | V  | V  | P  | V  | P  | P  | P  | P  | N  | P  | P  | V  | P  |
| Posizione | 6 | 5 | 7 | 12 | 12 | 14 | 14 | 15 | 17 | 17 | 17 | 18 | 18 | 18 | 18 | 18 | 18 | 18 | 16 | 17 | 14 | 11 | 10 | 14 | 10 | 13 | 15 | 17 | 17 | 17 | 17 | 17 | 17 | 16 |

Legenda:

Luogo: C = Casa; T = Trasferta. Risultato: V = Vittoria; N = Pareggio; P = Sconfitta.

### Statistiche dei giocatori
| Giocatore    | Bundesliga | Bundesliga | Bundesliga  | Bundesliga | Coppa di Germania | Coppa di Germania | Coppa di Germania | Coppa di Germania | Totale   | Totale | Totale      | Totale     |
| Giocatore    | Presenze   | Reti       | Ammonizioni | Espulsioni | Presenze          | Reti              | Ammonizioni       | Espulsioni        | Presenze | Reti   | Ammonizioni | Espulsioni |
| ------------ | ---------- | ---------- | ----------- | ---------- | ----------------- | ----------------- | ----------------- | ----------------- | -------- | ------ | ----------- | ---------- |
| O. Addo      | 2          | 0          | 0           | 0          | 1                 | 0                 | 0                 | 0                 | 3        | 0      | 0           | 0          |
| C. Amri      | 15         | 1          | 1           | 0          | 1                 | 0                 | 0                 | 0                 | 16       | 1      | 1           | 0          |
| L. Andreasen | 15         | 4          | 6           | 1          | 0                 | 0                 | 0                 | 0                 | 15       | 4      | 6           | 1          |
| M. Azaouagh  | 27         | 2          | 6           | 0          | 1                 | 0                 | 0                 | 0                 | 28       | 2      | 6           | 0          |
| C. Babatz    | 13         | 1          | 0           | 0          | 0                 | 0                 | 0                 | 0                 | 13       | 1      | 0           | 0          |
| C. Casey     | 2          | 0          | 0           | 0          | 0                 | 0                 | 0                 | 0                 | 2        | 0      | 0           | 0          |
| D. Cha       | 12         | 0          | 0           | 0          | 1                 | 0                 | 0                 | 0                 | 13       | 0      | 0           | 0          |
| T. Damm      | 8          | 1          | 0           | 0          | 0                 | 0                 | 0                 | 0                 | 8        | 1      | 0           | 0          |
| C. Demirtas  | 22         | 0          | 1           | 0          | 0                 | 0                 | 0                 | 0                 | 22       | 0      | 1           | 0          |
| B. Diakité   | 9          | 1          | 1           | 0          | 1                 | 0                 | 0                 | 0                 | 10       | 1      | 1           | 0          |
| E. Edu       | 14         | 1          | 0           | 0          | 1                 | 0                 | 0                 | 0                 | 15       | 1      | 0           | 0          |
| M. Feulner   | 30         | 2          | 8           | 0          | 1                 | 0                 | 0                 | 0                 | 31       | 2      | 8           | 0          |
| M. Friedrich | 32         | 0          | 0           | 0          | 0                 | 0                 | 0                 | 0                 | 32       | 0      | 0           | 0          |
| F. Gerber    | 31         | 1          | 4           | 0          | 1                 | 0                 | 0                 | 0                 | 32       | 1      | 4           | 0          |
| R. Gunesch   | 9          | 0          | 0           | 0          | 1                 | 0                 | 0                 | 0                 | 10       | 0      | 0           | 0          |
| D. Ischdonat | 0          | 0          | 0           | 0          | 0                 | 0                 | 0                 | 0                 | 0        | 0      | 0           | 0          |
| R. Jovanović | 26         | 2          | 2           | 0          | 1                 | 0                 | 0                 | 0                 | 27       | 2      | 2           | 0          |
| S. Markolf   | 0          | 0          | 0           | 0          | 0                 | 0                 | 0                 | 0                 | 0        | 0      | 0           | 0          |
| M. Niculae   | 6          | 0          | 0           | 0          | 0                 | 0                 | 0                 | 0                 | 6        | 0      | 0           | 0          |
| N. Noveski   | 31         | 0          | 4           | 0          | 1                 | 0                 | 0                 | 0                 | 32       | 0      | 4           | 0          |
| M. Peković   | 29         | 0          | 8           | 0          | 1                 | 0                 | 0                 | 0                 | 30       | 0      | 8           | 0          |
| F. Pupalovic | 0          | 0          | 0           | 0          | 0                 | 0                 | 0                 | 0                 | 0        | 0      | 0           | 0          |
| M. Rose      | 28         | 2          | 7           | 1          | 1                 | 0                 | 0                 | 0                 | 29       | 2      | 7           | 1          |
| P. Ruman     | 17         | 1          | 2           | 0          | 0                 | 0                 | 0                 | 0                 | 17       | 1      | 2           | 0          |
| J. Sela      | 0          | 0          | 0           | 0          | 0                 | 0                 | 0                 | 0                 | 0        | 0      | 0           | 0          |
| E. Soto      | 8          | 0          | 1           | 0          | 0                 | 0                 | 0                 | 0                 | 8        | 0      | 1           | 0          |
| N. Subotić   | 1          | 0          | 0           | 0          | 0                 | 0                 | 0                 | 0                 | 1        | 0      | 0           | 0          |
| I. Szabics   | 20         | 2          | 1           | 0          | 0                 | 0                 | 0                 | 0                 | 20       | 2      | 1           | 0          |
| D. Vrančić   | 6          | 0          | 1           | 0          | 0                 | 0                 | 0                 | 0                 | 6        | 0      | 1           | 0          |
| M. Vrančić   | 1          | 0          | 0           | 0          | 0                 | 0                 | 0                 | 0                 | 1        | 0      | 0           | 0          |
| D. Wache     | 26         | 0          | 1           | 0          | 1                 | 0                 | 0                 | 0                 | 27       | 0      | 1           | 0          |
| B. Weigelt   | 10         | 0          | 0           | 0          | 0                 | 0                 | 0                 | 0                 | 10       | 0      | 0           | 0          |
| C. Wetklo    | 8          | 0          | 1           | 0          | 0                 | 0                 | 0                 | 0                 | 8        | 0      | 1           | 0          |
| M. Zidan     | 15         | 13         | 2           | 0          | 0                 | 0                 | 0                 | 0                 | 15       | 13     | 2           | 0          |